# Mimi Kennedy
Mary Claire "Mimi" Kennedy, född 25 september 1948 i Rochester, New York, är en amerikansk skådespelare, författare och aktivist. Kennedy är bland annat känd för sina roller i Kärlekens vindar (1991–1993), Dharma & Greg (1997–2002) och Mom (2013–2021). Hon har även medverkat i ett antal filmer, däribland Pump Up the Volume (1990), Erin Brockovich (2000), In the Loop (2009), Due Date (2010), Midnatt i Paris (2011) och The Five-Year Engagement (2012).

## Filmografi i urval
- 1978 – Getting Married
- 1984 – St. Elsewhere (TV-serie) (2 avsnitt)
- 1985 – Rätt i natten (TV-serie) (1 avsnitt)
- 1986 – The Twilight Zone (TV-serie)
- 1989 – Röster från andra sidan graven (TV-serie) (1 avsnitt)
- 1989 – I sjunde himlen
- 1990 – Pump Up the Volume
- 1991 – Dinosaurier (TV-serie) (röstroll, 1 avsnitt)
- 1991 – Knots Landing (TV-serie) (1 avsnitt)
- 1991–1993 – Kärlekens vindar (TV-serie) (42 avsnitt)
- 1992 – Döden klär henne
- 1993 – Den andra chansen (TV-serie)
- 1995 – Baywatch Nights (TV-serie) (1 avsnitt)
- 1996 – Dream On (TV-serie) (1 avsnitt)
- 1996–1997 – Savannah (TV-serie) (22 avsnitt)
- 1996 – Uppdrag: mord (TV-serie) (1 avsnitt)
- 1997 – Cybill (TV-serie) (1 avsnitt)
- 1997–2002 – Dharma & Greg (TV-serie) (119 avsnitt)
- 1997 – Pacific Palisades (TV-serie) (1 avsnitt)
- 2000 – Erin Brockovich
- 2005 – Grey's Anatomy (TV-serie) (1 avsnitt)
- 2006 – House (TV-serie) (1 avsnitt)
- 2006 – The Young and the Restless (TV-serie) (3 avsnitt)
- 2007 – Cityakuten (TV-serie) (1 avsnitt)
- 2007 – Medium (TV-serie)  (1 avsnitt)
- 2008 – Ghost Whisperer (TV-serie) (1 avsnitt)
- 2009 – In the Loop
- 2009 – Private Practice (TV-serie) (1 avsnitt)
- 2010 – Due Date
- 2010 – No Ordinary Family (TV-serie) (1 avsnitt)
- 2011 – Midnatt i Paris
- 2012 – Drop Dead Diva (TV-serie) (1 avsnitt)
- 2012 – In Plain Sight (TV-serie) (3 avsnitt)
- 2012 – Scandal (TV-serie) (1 avsnitt)
- 2012 – The Five-Year Engagement
- 2013 – Anger Management (TV-serie) (1 avsnitt)
- 2013–2014 – Veep (TV-serie) (2 avsnitt)
- 2013–2021 – Mom (TV-serie) (148 avsnitt)
- 2014 – Switched at Birth (TV-serie) (1 avsnitt)
- 2022 – In the Dark (TV-serie) (3 avsnitt)